# クッキーズ
クッキーズ（Cookies）は、香港の女性歌手グループである。2002年に9人のメンバーでデビュー。その後、4人に減り「Mini Cookies」と名前を改めるも、2005年に解散。現在、メンバーはそれぞれ、ソロで活動している。金牌大風（ゴールド・タイフーン・エンターテインメント、zh）に所属し、香港では著名な黄柏高がマネージメントを手掛けていた。

## メンバー

### 現在のメンバー
Mini Cookies
- 鄧麗欣（ステフィー・タン、Stephy Tang、リーダー）
- 呉雨霏（キャリー・ン、Kary Ng、旧名は「呉家穎」）
- 傅穎（テレサ・フー、Theresa Fu）
- 楊愛瑾（ミキ・ヨン、Miki Yeung）

### 過去のメンバー
- 区文詩（アンジェラ・アウ、Angela Au Man Sze）
- 何綺玲（エレイン・ホー、Elaine Ho）
- 陳素瑩（グロリア・チャン、Gloria Chan）
- 馬思恆（ヘレナ・マー、Helena Ma）
- 蒲茜兒（セレナ・ポウ、Serena Po）

## ディスコグラフィー

### 広東語アルバム
- Happy Birthday（2002年8月9日）
- Merry Christmas（2002年12月23日）
- All the Best（新曲＋精選）（2003年8月13日）— 再編成後初のアルバム
- 4 Play（2004年1月21日）
- 4 in Love（初版：2004年12月18日、再版：2005年2月16日）

### カラオケアルバム
- Holidays（2002年10月23日）
- Channel Cookies（2003年11月17日）

### ミニコンサートアルバム
- 11団火音楽会（2004年12月24日）

## 出演作品

### 映画
- 九個女仔一只鬼
- 百分百感覚2003

### インターネットドラマ
- 藍罐最痛（now.com）
- 百份百感覚：冬日之恋（now.com）
- 四曲奇談（now.com）

### CM
- Meko
- freshlookコンタクトレンズ
- 2 Percent
- 古龍群俠傳 2
- Hanacha
- アディダス
- 新天地婚紗